# Hrvatska (dnevni list, Zagreb, 1911.)
Hrvatska je bila hrvatski dnevnik koji je izlazio u Zagrebu. Prvi broj ovih novina izašao je studenoga 1911., a prestao je izlaziti 1918. godine.
Bila je jedno od pravaških glasila. U impresumu je stajalo da je " glavno glasilo Stranke prava za sve hrvatske zemlje".
Uređivali su ju Martin Lovrenčević i Dušan Kučenjak.